# 日本共産党（解放戦線）
日本共産党（解放戦線）は、かつて日本共産党の指導者の一人であり、1957年に同党を除名された志田重男らがたちあげた、宮本顕治ら当時の同党指導部を批判する、大阪を拠点とした組織。同団体は、中国共産党の路線を支持し、その立場から宮本らの指導部を「修正主義」と非難した。なお、単に「日本共産党」を名乗ったことはなく、自ら「日本共産党」と区別できるように、「日本共産党（解放戦線）」と名乗っていた。

## 沿革
- 志田らは、1960年代半ばから、「マルクス・レーニン主義研究会」の名義で、日本共産党の指導部に反対する雑誌『レーニン主義』を発行。
- 1965年8月、「日本共産党（解放戦線）全国指導部」を名乗って、同誌を『平和と独立』と改題の上、同団体の機関誌とした。同時に、「山村工作隊」活動や「火炎ビン闘争」などを中心とする〈極左冒険主義〉方針の根拠となってその後、放棄された日本共産党の「51年綱領」を継承する「日本共産党（解放戦線）」の「綱領」等を発表したが、「規約」に規定された組織・機関は「全国指導部」と「細胞」のみで、規約で定められた地方組織や産別組織も存在しないという少数のグループであった[1]。
- 1968年頃には、中国共産党の路線に従属する組織は、一般の支持を失い、行き詰まりを示すようになった。同団体に属した人々を中心に、同年8月5日、大衆向け新聞として「新左翼」を発刊。1977年4月に改題され、再スタートした「人民新聞」は、この後継紙である。